# Graecophalangium cretaeum
Graecophalangium cretaeum is een hooiwagen uit de familie echte hooiwagens (Phalangiidae).